# Чаплинский, Сергей Игоревич
Сергей Игоревич Чаплинский (род. 7 ноября 1968, Москва) — российский политический деятель, депутат Государственной думы четвёртого созыва

## Биография
В 1988 году окончил Московский техникум железнодорожного транспорта им. Ф. Э. Дзержинского, в 2001 году — Российский государственный открытый технический университет путей сообщения по специальности «инженер-электромеханик путей сообщения», в 2015 году — магистратуру по направлению подготовки «Менеджмент» Московского государственного университета путей сообщений.
С 1987 по 1990 год работал помощником машиниста, получил квалификацию машинист электровоза локомотивного депо Москва-пассажирская Курская. После этого перешёл на работу в Московский метрополитен, где с 1991 по 1992 годы был инженером завода по ремонту электроподвижного состава, а затем инспектором Управления метрополитена.
В 1993—1996 годах Сергей Чаплинский занимал должность начальника отдела, затем управления исполкома Конгресса Русских Общин, после чего до 1997 года руководил информационно-консультационным центром Фонда развития парламентаризма в России.
С 1997 по 2003 год — помощник депутата Государственной Думы РФ. В 2003 году Сергей Чаплинский был избран депутатом Государственной Думы четвёртого созыва. Там до 2007 года он занимал должность заместителя председателя Комитета по энергетике, транспорту и связи.
В апреле 2008 года на заседании Шестого Пленума ЦК Профсоюза железнодорожников и транспортных строителей избран заместителем председателя Роспрофжела.
1 января 2010 года решением Общего Собрания назначен генеральным директором Общероссийского отраслевого объединения работодателей железнодорожного транспорта (Объединение «Желдортранс»).
Женат, имеет четырёх детей.

### Депутат госдумы
2003—2007 гг. — Депутат Государственной Думы Федерального Собрания Российской Федерации IV созыва. Заместитель председателя Комитета по энергетике, транспорту и связи.